# Andrée Weitzel

Andrée Weitzel 1956

Andrée Weitzel (* 17. Mai 1917 in Lausanne; † 20. September 1984 ebenda, heimatberechtigt in Lausanne) war eine Schweizer Journalistin und leitende Angehörige des Frauenhilfsdienstes.

## Leben
Weitzel legte die Handelsmaturität ab und erwarb das eidgenössische Fotografendiplom. Von 1940 bis 1945 leistete sie freiwillige Arbeit beim Frauenhilfsdienst (FHD) im Fliegerbeobachtungs- und Meldedienst und wurde im Jahre 1943 zur Inspektorin ernannt. In den Jahren 1945 bis 1953 arbeitete sie als Journalistin und war Dienstchefin in Offizierskursen. Schliesslich wurde Weitzel im Jahr 1953 zur Chefin der Dienststelle FHD ernannt und hatte diese Aufgabe bis 1976 inne. Sie trat von dieser Funktion zurück, da der Frauenhilfsdienst restrukturiert wurde.
Nach ihrem Berufsleben verfasste sie im Jahre 1979 die für weibliche Angehörige der Schweizer Armee und deren Stellung richtungsweisende Studie Die Mitwirkung der Frau in der Gesamtverteidigung. Ferner war sie Vizepräsidentin der UNESCO-Kommission und der Neuen Helvetischen Gesellschaft. Ebenso nahm sie Einsitz im Exekutivkomitee des IKRK.